# Schnackenhof (Zell im Fichtelgebirge)
Schnackenhof ist ein Gemeindeteil des Marktes Zell im Fichtelgebirge im Landkreis Hof (Oberfranken, Bayern). Schnackenhof liegt in der Gemarkung Kleinlosnitz.

## Geografie
Der Weiler ist von Acker- und Grünland umgeben. Die Kreisstraße HO 19 führt an Erbsbühl (0,6 km nördlich) bzw. an Unterhaid vorbei nach Zell im Fichtelgebirge (1,7 km südöstlich). Eine Gemeindeverbindungsstraße führt nach Immerseiben (1,3 km östlich).

## Geschichte
Der Ort wurde im Jahr 1550 erstmals urkundlich erwähnt.
Schnackenhof gehörte zur Realgemeinde Großlosnitz. Gegen Ende des 18. Jahrhunderts bestand Erbsbühl und Schnackenhof aus 6 Anwesen (1 Halbfrohnhof, 2 Viertelfrohnhöfe, 1 Halbhof, 2 Viertelhöfe). Die Hochgerichtsbarkeit stand dem bayreuthischen Stadtrichteramt Münchberg zu. Das bayreuthische Kastenamt Stockenroth war Grundherr sämtlicher Anwesen.
Von 1797 bis 1810 unterstand Schnackenhof dem Justiz- und Kammeramt Münchberg. Infolge des Ersten Gemeindeedikts wurde Schnackenhof dem 1812 gebildeten Steuerdistrikt Kleinlosnitz und der zugleich entstandenen die Ruralgemeinde Kleinlosnitz zugewiesen. Im Zuge der Gebietsreform in Bayern wurde Schnackenhof am 1. Juli 1972 nach Zell im Fichtelgebirge eingemeindet.

### Baudenkmäler
Baudenkmäler sind drei Steinkreuze, die sich, wie der Ort selbst, an der Kreisstraße HO 19 zwischen Großlosnitz und Unterhaid befinden.

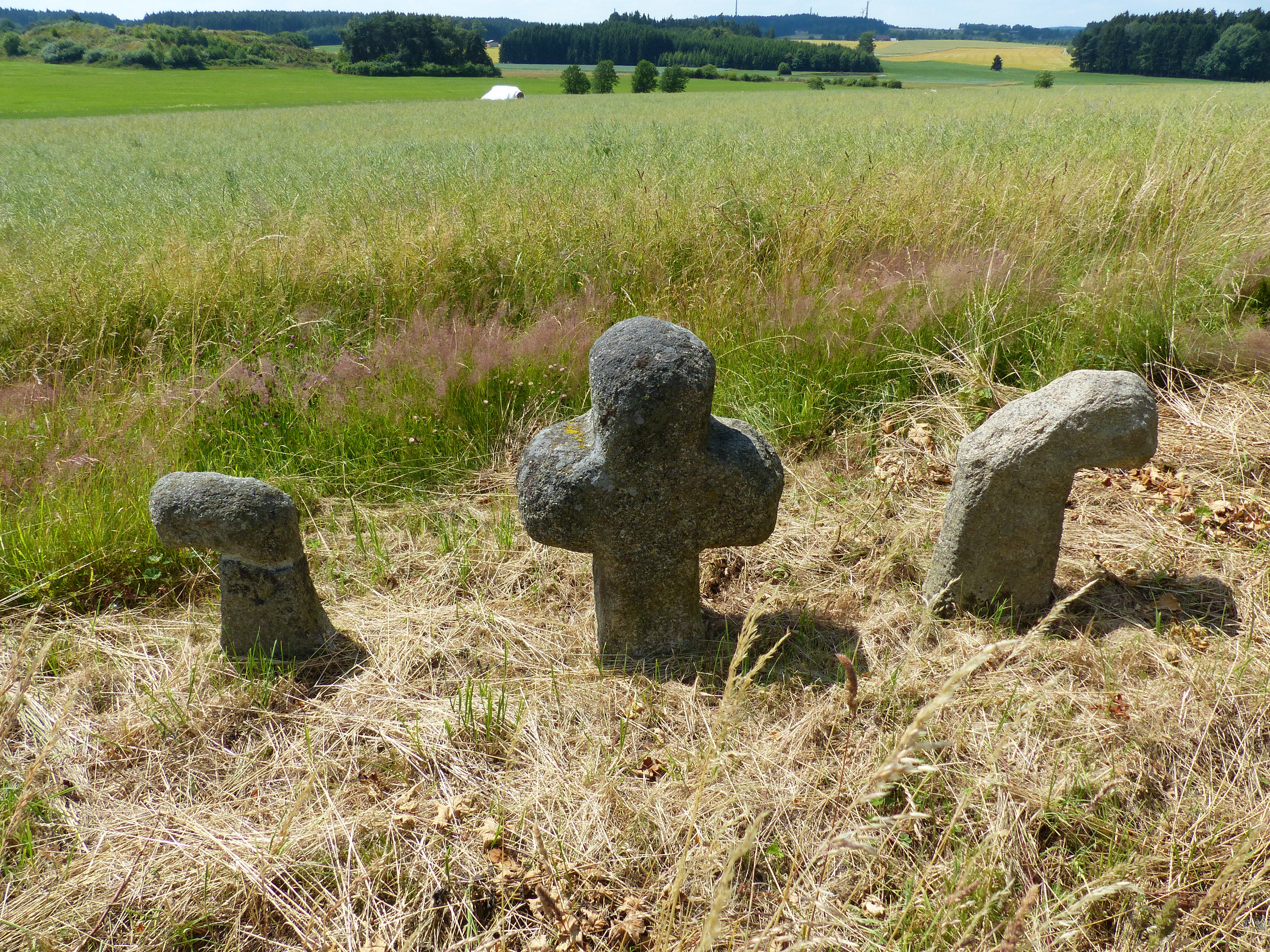
Steinkreuzgruppe
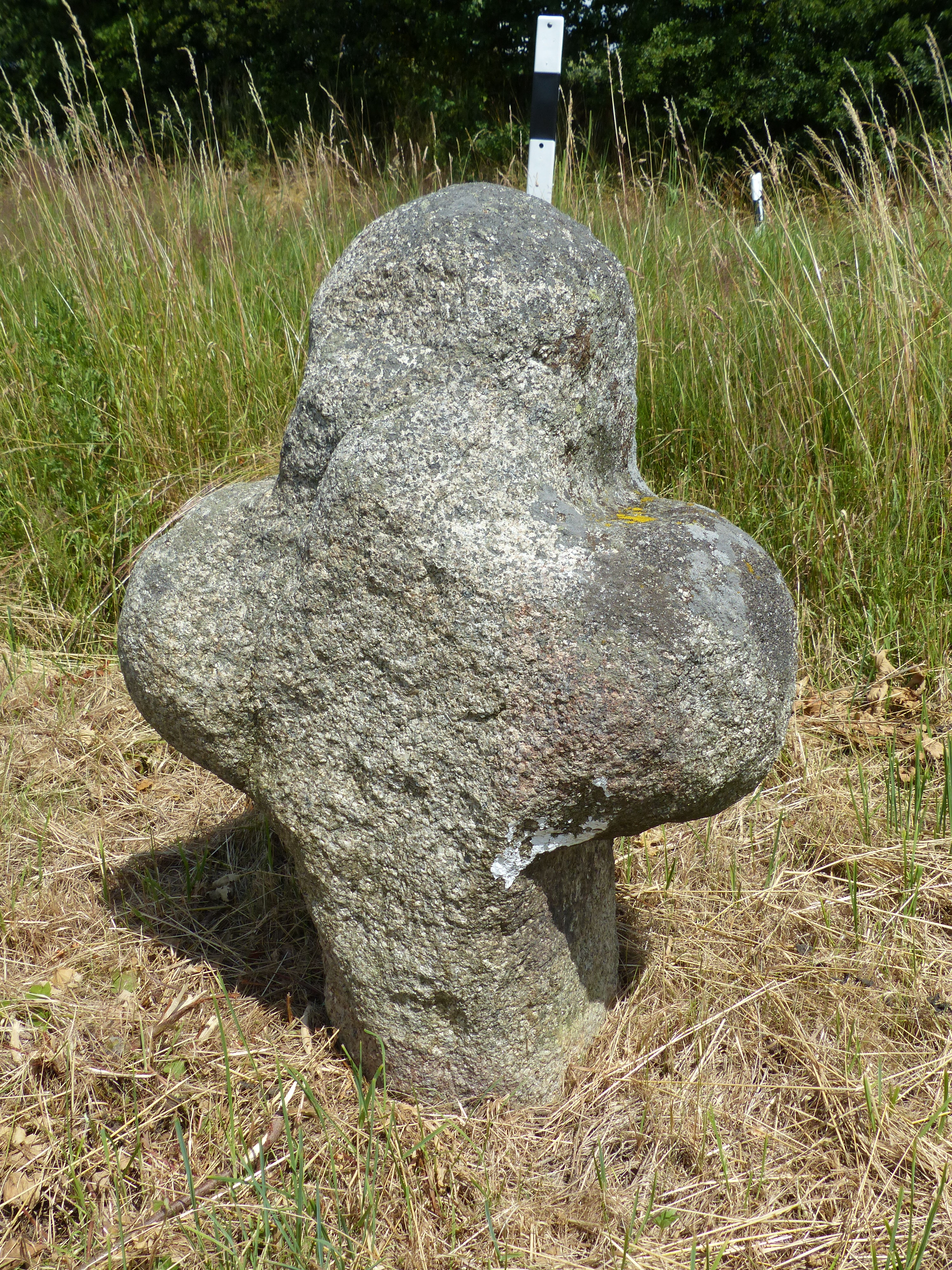
Einzelnes Steinkreuz

ehemalige Baudenkmäler
- Haus Nr. 4: Wohnstallbau mit strohgedecktem Satteldach, 18./19. Jahrhundert, Giebel verschalt.[11]
- Haus Nr. 5: Zugehörige Satteldachscheune mit Riegelwand, am Dachfuß bezeichnet „Aufbauen Laßen M. J. 1767“.[11]

### Einwohnerentwicklung
| Jahr      | 1799   | 1812  | 1819   | 1861   | 1871   | 1885   | 1900   | 1925   | 1950   | 1961   | 1970   | 1987   | 2005  | 2010  | 2015  |
| Einwohner | 35     | *     | *      | 63     | 71     | 58     | 39     | 32     | 39     | 37     | 31     | 28     | 27    | 24    | 22    |
| Häuser    | 6      | *     |        |        |        | 9      | 10     | 7      | 6      | 7      |        | 7      |       |       |       |
| Quelle    | [ 13 ] | [ 7 ] | [ 14 ] | [ 15 ] | [ 16 ] | [ 17 ] | [ 18 ] | [ 19 ] | [ 20 ] | [ 21 ] | [ 22 ] | [ 23 ] | [ 1 ] | [ 1 ] | [ 1 ] |

## Religion
Schnackenhof ist bis heute nach St. Gallus (Zell im Fichtelgebirge) gepfarrt und seit der Reformation evangelisch-lutherisch geprägt.